# میانگیر قاب لینوکس

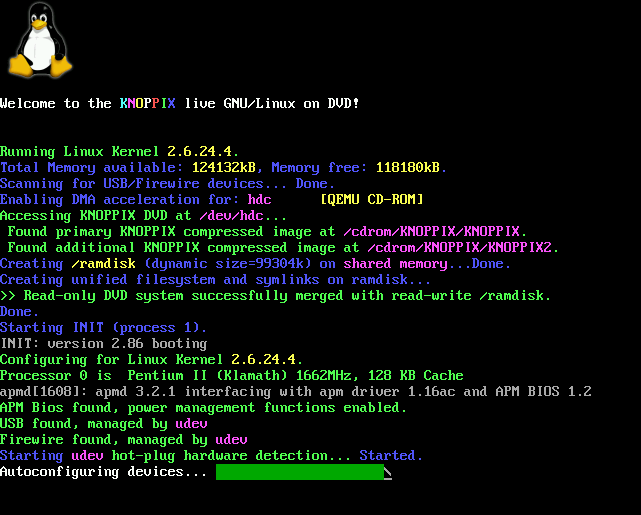
راه‌اندازی ناپیکس روی میانگیر قاب

زیرسامانهٔ میانگیر قاب در لینوکس fbdev برای نمایش نگاشتار روی نمایشگر رایانه، به‌طور خاص روی کنسول سامانه استفاده می‌شود.
این زیرسامانه به صورت یک رابط برنامه‌نویسی (API) مستقل از سخت‌افزار طراحی شده بود تا دسترسی میانگیر قاب را تنها با امکانات پایهٔ خود لینوکس و میانای سامانهٔ پروندهٔ افزاره‌ای به نرم‌افزارهای کاربردی داده و نیاز به کتابخانه‌هایی چون SVGAlib را که به‌طور مؤثر راه‌اندازهای ویدیویی را در فضای کاربر پیاده‌سازی می‌کنند از میان ببرد.
در بیش‌تر برنامه‌ها fbdev با زیرسامانهٔ لینوکسی مدیر پرداخت مستقیم (DRM) جایگزین شده؛ ولی از سال ۲۰۲۲ چندین راه‌انداز میاناهای DRM و fbdev را برای سازگاری معکوس با نرم‌افزارهایی که برای استفاده از سامانهٔ DRM به‌روز نشده‌اند ارائه می‌دهند. هنوز راه‌اندازهای fbdevای برای سخت‌افزارهای قدیمی‌تر (عمدتاً تعبیه‌شده) که راه‌انداز DRM ندارند وجود دارد.

## کاربردها
سه کاربرد برای میانگیر قاب لینوکس وجود دارد:
- پیاده‌سازی کنسول متنی که از حالت متنی سخت‌افزاری استفاده نمی‌کند (وقتی این حالت در دسترس نیست؛ یا برای غلبه بر محدودیت‌هایش در اندازهٔ گلیف، تعداد نقاط کد و…). یکی از جنبه‌های محبوب این قابلیت، نمایش نماد تاکس در کنسول هنگام راه‌اندازی است.
- یک روش خروجی گرافیکی مستقل از سخت‌افزار سازوارگر ویدیو و راه‌اندازهایش برای کارساز نمایش.
- برنامه‌های گرافیکی‌ای که از سربار روی سامانهٔ پنجرهٔ اکس خودداری می‌کنند.

نمونه‌هایی از کاربرد سوم شامل برنامه‌هایی از گنو چون ام‌پلیر و w3m و کتابخانه‌هایی چون اس‌دی‌ال (نگارش ۱٫۲)، جی‌تی‌کی و کیوت است که همگی می‌توانند مستقیماً از میانگیر قاب استفاده کنند. این مورد استفاده به ویژه در سامانه‌های تعبیه‌شده محبوب است.
پروژهٔ DirectFB که اکنون از رده خارج شده، با هدف ارائه چارچوبی برای شتاب‌دهی سخت‌افزاری میانگیر قاب لینوکس طراحی شده بود.
همچنین سامانهٔ پنجره‌ای به نام FramebufferUI (fbui) در فضای کرنل پیاده‌سازی شده بود که تجربهٔ پنجره‌بندی دوبعدی پایه‌ای را با استفادهٔ بسیار کم از حافظه فراهم می‌کرد.

## تاریخچه
لینوکس از نگارش ۲٫۱٫۱۰۹ پشتیبانی از میانگیر قاب عمومی را داشته است.
در ابتدا این قابلیت برای دادن اجازهٔ شبیه‌سازی کنسول متنی روی سامانه‌هایی چون اپل مکینتاش که نمایشگر حالت متنی ندارند پیاده شده و بعدها به بن‌سازه‌های سازگار با آی‌بی‌ام گسترش یافت.